# Acromis
Acromis  (лат.) — род жуков щитоносок (Mesomphaliini) из семейства листоедов. 

## Распространение
Центральная и Южная Америка. 

## Описание
Длина 8,6—13,4 мм, ширина — 6,7—14,6 мм. Характерен половой диморфизм: самцы отличаются крупными антеро-латеральными выступами надкрылий, направленными вперёд. Самки охраняют свой расплод: яйца и личинок (субсоциальное поведение). Усики 11-члениковые. Нижнечелюстные щупики 4-члениковые, нижнегубные состоят из 3 сегментов. Пронотум с заднебоковыми выступами. Окраска тела от желтоватой до красновато-чёрной; усики коричневые.
Растительноядная группа, питаются растениями различных семейств, в том числе, вьюнковыми (Convolvulaceae: Merremia umbellata,  Ipomoea batatas).

## Классификация
- Acromis sparsa (Boheman, 1854) — Боливия, Бразилия, Венесуэла, Колумбия, Коста-Рика, Мексика, Никарагуа, Панама, Перу[2].
- Acromis spinifex (Linnaeus, 1763) — Южная Америка typus
- Acromis venosa Erichson, 1847 — Боливия, Бразилия, Гайана, Колумбия, Перу, Эквадор.